# Charles Arentz
Charles Acher Arentz (Vågan, 8 de novembro de 1878 — Larvique, 25 de setembro de 1968) foi um velejador norueguês, campeão olímpico. Ele competiu nos Jogos Olímpicos de Verão de 1920 na classe 10 Metre e conquistou a medalha de ouro na disputa realizada segundo as regras de 1919 a bordo do Mosk II com Otto Falkenberg, Robert Giertsen, Willy Gilbert, Halfdan Schjøtt, Trygve Schjøtt e Arne Sejersted.